# 子辛
子辛（前7世纪—前568年），羋姓，名壬夫，字子辛，即公子壬夫，春秋时期楚国的令尹，楚穆王之子。
前575年，鄢陵之战时，司马子反率领中军，令尹子重率领左军，子辛率领为右军。前573年，子辛与郑国皇辰率军侵宋国的城郜，攻取幽丘，伐彭城，送回鱼石、向为人、鳞朱、向带、鱼府，以三百战车留守而归。
前572年秋，子辛救郑，侵入宋国的吕、留。郑国子然侵宋，攻取犬丘。前571年，楚国右司马公子申，多受小国的贿赂，来胁迫子重、子辛，楚国人将公子申杀死。前570年，子重死后，子辛为令尹，侵害小国满足欲望，陈成公派袁侨如参加晋国、鲁国等中原国家的盟会。前568年，因为陈国的叛离，楚共王责怪子辛，处死了他。